# Bertha Worms
Anna Clémence Berthe Abraham Worms (Uckange, França, 26 de fevereiro de 1868 - São Paulo, 27 de junho de 1937), mais conhecida como Bertha Worms foi uma professora e pintora de gênero e de retratos franco-brasileira. Bertha Worms fez parte de uma concentração de artistas na cidade de São Paulo durante as três primeiras décadas da República, que contribuíram significativamente para a constituição do campo artístico paulistano. Bertha ainda  ministrou um dos primeiros cursos livres que se ocuparam da educação artística em São Paulo, oferecido pelo Liceu de Artes e Ofícios.
Bertha Worms pintou diversos retratos de personalidades, tanto de pedidos particulares quanto para o governo, mas também dedicou-se às pinturas de naturezas-mortas, gênero, e com mais raridade, paisagens.
Bertha ingressou na Escola de Belas Artes de Paris em 1881, e quatro anos depois, ingressou na Académie Julian, também em Paris, que foi pioneira no ensino e na profissionalização de artistas mulheres não só francesas, mas do mundo todo, sendo uma das poucas escolas que ofereciam às artistas do sexo feminino uma formação equivalente àquela que os homens recebiam na época. Bertha Worms foi um exemplo de mulheres bem sucedidas que a academia formou, pois chegando à São Paulo no início do século XX, a artista trouxe consigo a sólida formação que havia recebido, o que a transformou em uma retratista concorrida, sendo capaz de sustentar-se com a sua profissão. Foi ainda na Académie Julien que Bertha Worms tornou-se professora de desenho.
Bertha Worms ainda destaca-se por conseguir seu reconhecimento como artista em um período da história no qual havia uma presença bastante restrita de mulheres no mundo das artes, conseguindo ser reconhecida profissionalmente em um espaço dominado por homens.

## Biografia
Nascida na região de Mosela, na França, no seio de uma família judia, Bertha Worms iniciou-se na pintura aos treze anos, matriculando-se na Escola de Belas-Artes de Paris. Aos dezessete, obteve diploma de professora de desenho nas escolas comunais de Paris, outorgado pelo Ministério da Instrução Pública e de Belas Artes do governo da França. Além disso, estudou na Académie Julien onde foi aluna de Robert Fleury, Gustave Boulanger e Benjamin Constant.
Depois de casar-se ainda na França com o cirurgião-dentista brasileiro Fernando Worms, Bertha mudou-se com ele para o Brasil, instalando-se na cidade de São Paulo no ano de 1894. No final do século XIX, São Paulo ainda era uma cidade muito provincial, e carecia de instituições de formação artística, sendo o Liceu de Artes e Ofícios uma exceção. No entanto, a cidade começou a prosperar economicamente e também politicamente através do cultivo do café, o que passou a formar uma elite paulista, que começaria a consumir bens de luxo, especialmente retratos pintados, além de começar a surgir a demanda por obras com propósito político, destinadas a fazer parte da decoração de espaços públicos.
Inserida neste contexto histórico, Bertha Worms conseguiu ser consagrada em um curto espaço de tempo como uma das retratistas locais mais produtivas, retratando políticos famosos, como o Secretário do Interior Alfredo Pujol, além de produzir diversas obras para colecionadores que surgiram na cidade de São Paulo. A recepção favorável de Bertha Worms em terras brasileiras deveu-se em muito à formação artística que havia recebido na França, especialmente na Académie Julian, onde a artista desenvolveu suas habilidades de retratar o corpo humano, muito importante para a pintura de retratos, que eram suas maiores demandas.
A coincidência do encontro de uma artista que havia recebido uma boa formação acadêmica em uma das escolas com mais prestígio no exterior, com um grupo de consumidores que procuravam por pintores com as exatas qualidades que ela possuía, contribuiu para a plena profissionalização de Bertha Worms, que independentemente do fato de ser mulher e estrangeira conseguiu fazer de sua pintura um negócio.

## Obra
Bertha Worms foi responsável por pintar muitos retratos de personalidades, para particulares e também para o governo, dedicando-se também às pinturas de naturezas-morta, gênero, e com mais raridade, paisagens. Seu desenho é bem cuidado, e procura dar vigor para o tratamento geral do quadro, com pinceladas normalmente largas, usando geralmente cores castanhas, ocres e amarelas. Bertha imprimia um certo romantismo em seus quadros sempre que podia, uma temática que era bastante pedida pela sociedade paulista.
Entre suas obras, destacam-se Saudades de Nápoles (1895), Beduíno (1900), Retrato de Júlia Lopes (1895) e Canção Sentimental (1904).

### A produção artística de São Paulo na transição para o século XX
Entre o final do século XIX e início do século XX, a cidade de São Paulo passou por um período de grandes transformações, que mudaram de forma bastante significativa os espaços e as funções da cidade, abrindo portas para novas oportunidades, empreendimentos, formas de participação e interesses.
No meio de toda essa pluralidade de inovações e transformações, pode-se detectar a emergência de fenômenos ligados às práticas artísticas, dando espaço à questionamentos do panorama artístico previamente definidos, o que solidificou-se em trabalhos sobretudo voltados para o estudo do Modernismo.
Durante as três primeiras décadas da República, a cidade de São Paulo foi responsável por concentrar um grande número de artistas, tanto nacionais quanto estrangeiros, que moravam ou visitavam a capital por algum período, realizando exposições coletivas e também individuais, lecionando, expondo suas obras nas vitrines da cidade, participando de concursos e executando encomendas, trazendo dessa forma contribuições bastante significativas para a constituição e solidificação do campo artístico paulistano. Esses artistas formaram um grupo diversificado em termos de formação artística, procedência geográfica e consolidação enquanto profissionais, trabalhando com os mais diferentes estilos e técnicas.
Ainda nas primeiras décadas da República, a cidade de São Paulo não tinha uma instituição oficial ou particular exclusivamente com finalidade artística, como a Escola Nacional de Belas Artes do Rio de Janeiro. Com isso, uma geração de artistas paulistas, como Pedro Alexandrino, José Ferraz de Almeida Júnior e Oscar Pereira da Silva, foram formados na então Academia Imperial de Belas Artes do Rio de Janeiro, e sob as mãos desses artistas brasileiros e de experientes artistas estrangeiros que passaram a viver em São Paulo, formaram-se vários artistas que tiveram uma importante atuação na produção artística da cidade.
No começo da década de 1910 novos cursos de arte começaram a aparecer na cidade de São Paulo, e nesta década também surgiram as primeiras iniciativas de implementar cursos mais regulares na cidade, como a Estudantina de Pintura, que foi fundada por Alfredo Norfini no ano de 1911, e a Escola de Arte Novíssima, fundada pelos pintores Nicolo Petrilli e Antonio Rocco, pelo jornalista Antonio Piccarolo e pelo arquiteto Alberto Sironi no  dia 13 de maio de 1916. O ensino artístico na cidade de São Paulo fica completo com a criação do Pensionato Artístico do Estado de São Paulo, a única instituição de caráter oficial da época. A junção da criação dessas diversas instâncias para o ensino das artes com a rápida acumulação de capitais que o Estado vivenciava fez com que São Paulo ficasse menos dependente de uma instituição central de ensino, como acontecia no Rio de Janeiro.
Além dos cursos que contavam com a direção desses artistas, a formação profissionalizante também dava-se através do ensino das artes aplicadas à indústria, como foi o caso da Escola Profissional Masculina do Brás. Os primeiros cursos livres que se ocuparam da educação artística na cidade de São Paulo foram ministrados por nomes como Carlo de Servi, José Ferraz de Almeida Júnior, Bertha Worms, Antonio Carlos Sampaio Peixoto, Carlos Reis e Oscar Pereira da Silva.
No início do século XX São Paulo já tinha algumas de suas prioridades de ordem econômica e política definidas, e sua população estava aumentando exponencialmente (de 1902 à 1911 observa-se um aumento de 35% na população), e com isso cresciam os melhoramentos públicos, a prosperidade agrícola, industrial e também comercial, com um mercado consumidor que ampliava-se, trazendo uma nova fase na vida cultural da cidade, que teve início com a inauguração do Theatro Municipal de São Paulo. O momento era cada vez mais propício para o investimento em educação estética.

## Estilo e técnica
Bertha Worms pintava feições realistas, com um caráter quase documental, voltando-se para a vida cotidiana, com temas como a saudade do migrante, a carta recebida, a leitura de um livro. Destaca-se ainda a atenção da artista para detalhes, tanto de indumentária quanto de ambiente, em suas composições de interiores e de figuras, fazendo com que essas obras transportem-nos para a época em que foram feitas, retratando os seus costumes e modo de vida.
A formação artística de Bertha Worms nas academias de artes francesas transparece na fidelidade da artista às convenções temáticas e também formais. Seu desenho, valorizado pelo ensino acadêmico, conduz a uma pintura com precisão descritiva e afinada, que é marcada por uma precisão de proporções e medidas tanto de ambientes quanto de corpos, o que é seguido por afinco por Bertha Worms.
Mesmo tendo realizado obras de gênero, naturezas mortas (como os quadros Maçãs e Uvas, de 1922, e Camarões, de 1923) e algumas paisagens (como o quadro Rua Tabatingüera, de 1862), Bertha Worms mostra uma forte e clara preferência pela pintura de retratos, uma opção que era escolhida por uma parte considerável das mulheres artistas de sua época. A artista tornou-se uma retratista concorrida no Brasil, sendo uma das poucas mulheres da época que conseguiam sustentar-se com o trabalho artístico. A nota sentimental de suas obras pode ser notada em expressões e temas, como no quadro Notícia Triste, de 1921, assim como no frequente uso do diminutivo nos títulos de suas obras, como O Beijinho, Carta do Netinho, O Amiguinho.

## Principais exposições e prêmios
- Exposition de Blanc et Noir (2. : 1888 : Paris, França)[8]
- Exposição individual na Casa Fotografia Alemã (1894 : São Paulo, SP)[9]
- Salão de Paris (1895 : Paris, França)[10]
- Exposição individual na vitrine da Casa Garraux (1895 : São Paulo, SP)[11]
- Exposição Geral de Belas Artes (2. : 1895 : Rio de Janeiro, RJ) - Medalha de Ouro Segunda Classe[12]
- Exposição Geral de Belas Artes (3. : 1895 : Rio de Janeiro, RJ)[13]
- Exposição Individual no Banco União de São Paulo (1895 : São Paulo, SP)[14]
- Exposição coletiva no Clube Internacional (1897 : São Paulo, SP)[15]
- Exposição Comemorativa da Abertura dos Portos (1908 : Rio de Janeiro, RJ) - Medalha de Ouro[16]
- Exposição Geral de Belas Artes (15. : 1908 : Rio de Janeiro, RJ)[17]
- Exposição individual no Cercle Français (1910 : São Paulo, SP)[18]
- 1ª Exposição Brasileira de Belas-Artes - Liceu de Artes e Ofícios de São Paulo (1911-1912 : São Paulo, SP)[19]
- Exposição individual na vitrine da Casa Garraux (1910 : São Paulo, SP)[20]
- 2ª Exposição Brasileira de Belas-Artes - Liceu de Artes e Ofícios de São Paulo (1912-1913 : São Paulo, SP)[21]
- Exposição individual no Polytheama Rio Branco (1916 : Santos, SP)[22]
- Exposição individual na vitrine da Casa Garraux (1919 : São Paulo, SP)[23]
- Exposição individual na Casa Editora O Livro (1919 : São Paulo, SP)[24]
- Exposição Geral de Belas Artes (1. : 1922 : São Paulo, SP)[25]
- Exposição individual na Mappin Stores (1923 : São Paulo, SP)[26]
- Exposição individual na Casa Michel (1928 : São Paulo, SP)[27]
- Salão Paulista de Belas Artes (1. : 1934 : São Paulo, SP)[28]
- Pinacoteca do Estado de São Paulo (1970 : São Paulo, SP)[29]
- Dezenovevinte: uma virada no século - Pinacoteca do Estado de São Paulo (1986 : São Paulo, SP)[30]
- Mulheres Artistas na Pinacoteca do Estado - Pinacoteca do Estado de São Paulo (1992 : São Paulo, SP)[31]
- Um Olhar Crítico sobre o Acervo do Século XIX - Pinacoteca do Estado de São Paulo (1994 : São Paulo, SP)[32]
- Os Worms: Bertha e Gastão, pinturas e desenhos - Pinacoteca do Estado de São Paulo (1996 : São Paulo, SP)[33]
- O Café - Banco Santander (2000 : São Paulo, SP)[34]
- Mulheres Pintoras: a casa e o mundo - Pinacoteca do Estado de São Paulo (2004 : São Paulo, SP)[31]
- 100 Anos da Pinacoteca: a formação de um acervo - Galeria de Arte do Sesi (2005 : São Paulo, SP)[35]
- Sentir Prá Ver: Gêneros da Pintura na Pinacoteca de São Paulo - Pinacoteca do Estado de São Paulo (2012 : São Paulo, SP)[36]